# مینو براتی
مینو براتی (مینو براتی-فیشر؛ زادهٔ ۱۱ نوامبر ۱۹۷۵ در برلین غربی) تهیه‌کننده و فیلم‌نامه‌نویس آلمانی است. او همسر یوشکا فیشر است.

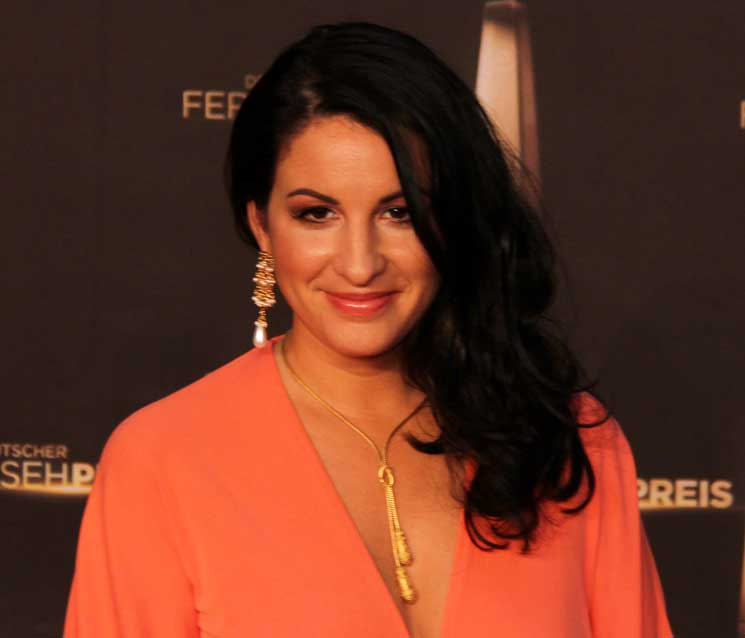
مینو براتی در سال ۲۰۱۲

## تحصیلات و حرفه
مینو براتی تحت حمایت بنیاد ملکه لوئیز، در یک مدرسه خصوصی در تسهلندورف تحصیل کرد. او از سال ۲۰۰۱ تا ۲۰۰۵ در آکادمی فیلم و تلویزیون برلین در کلاس تهیه‌کنندگی تحصیل کرد. پس از آن، مینو برای یک شرکت سازنده فیلم‌های اکشن و مفهومی مستقر در کلن و سایر شرکت‌های تولیدی فیلم کار کرد. در سال ۲۰۰۹، مینو براتی شرکت تولید خود را به نام "Jooyaa Filmproduktion" راه اندازی کرد. در سال ۲۰۱۲ او اولین فیلم بلند خود را با نام "سیبری از همه جاً را تولید کرد او فیلمنامه آن را به همراه مایکل ابمایر نوشته بود.
در سال ۲۰۱۳ او در جمع هیئت داوران "جوایز MIRA" حضور داشت.

## خانواده
مینو براتی دختر نصرت‌الله براتی نوبری ملقب به مهران براتی است. او یک سیاستمدار برجسته اپوزیسیون ایرانی از حزب دمکرات کردستان ایران است و از حمله میکونوس در سال ۱۹۹۲ به سختی جان سالم به در برد.
در سال ۱۹۹۹ مینو براتی صاحب یک دختر شد.
رابطه او با یوشکا فیشر در تابستان ۲۰۰۳ آغاز شد. مینو و همسرش اولین حضور در اذهان عمومی درکنار یکدیگر را با هم در نشستی مطبوعاتی در نوامبر ۲۰۰۴ تجربه کردند.
در آوریل ۲۰۰۵، مینو براتی غرامت ۳۰۰۰۰ یورویی از یک روزنامه را در محاکمه‌ای در دادگاه منطقه‌ای برلین دریافت کرد.
در ۲۹ اکتبر ۲۰۰۵، مینو براتی و یوشکا فیشر ازدواج کردند. آنها در رم ازدواج کردند و مینو پنجمین همسر یوشکا محسوب می‌شد. این زوج با دختر مینو براتی در گرونوالد زندگی می‌کنند.